# Тоиров, Хусрав Мирсаидович
Хусра́в Мирсаи́дович Тои́ров (тадж. Хусрав Тоиров; род. 1 августа 2004, Дангара, Хатлонская область) — таджикский футболист, полузащитник донецкого «Шахтёра» и сборной Таджикистана.

## Клубная карьера

### «Локомотив-Памир»
Воспитанник академии таджикского клуба «Локомотив-Памир». В начале 2020 года футболист начал тренироваться с основной командой клуба. Дебютировал за клуб 5 апреля 2020 года в рамках Высшей Лиги против клуба «Файзканд», выйдя на замену на 83 минуте. Сыграл за клуб всего в 2 матчах и в марте 2021 года перешёл в душанбинское «Динамо», вместе с которым выступал в таджикистанской Первой Лиге.

### «Атырау»
В августе 2022 года футболист перешёл в казахстанский клуб «Атырау». Дебютировал за клуб 13 августа 2022 года в матче Кубка Казахстана против «Кайрата», выйдя на замену на 76 минуте. Свой дебютный матч в рамках казахстанской Премьер-Лиги сыграл 20 августа 2022 года против карагандинского «Шахтёра», выйдя на поле на последних минутах. Первым результативным действием отличился 4 сентября 2022 года в матче против «Каспия», отдав голевую передачу. За сезон футболист отличился 2 результативными передачами. Также за сезон футболист отличился забитым голом в своём единственном матче за молодёжную команду клуба. В январе 2023 года с футболистом был продлён контракт.

### «Шахтёр» Донецк
В марте 2023 года футболист перешёл в донецкий «Шахтёр», подписав с украинским клубом контракт до 2028 года. Сумма трансфера футболиста составила порядка 300 тысяч евро при рыночной стоимости на начало 2023 года в 150 тысяч евро.

## Карьера в сборной
В августе 2019 года футболист стал игроком юношеской сборной Таджикистана до 16 лет. Дебютировал за сборную 26 августа 2019 года в матче против сборной Казахстана.
В январе 2021 года футболист вместе с юношеской сборной Таджикистана до 17 лет отправился на Кубок Развития. Дебютировал за сборную 31 января 2021 года в матче против Казахстана, отличившись дебютным забитым голом. Вместе со сборной футболист стал победителем турнира.
В мае 2021 года футболист отправился на сборы вместе с национальной сборной Таджикистана, однако за главную команду страны так и не дебютировал. В сентябре 2022 года отправился на квалификационные матчи молодёжного Кубка Азии со сборной до 20 лет. Дебютировал за сборную 16 сентября 2022 года против Ливана.

## Достижения
«Шахтёр» (Донецк)
- Чемпион Украины: 2022/23

«Атырау»
- Финалист Кубка Казахстана: 2024

Сборная Таджикистана (до 17 лет)
- Обладатель Кубка Развития: 2021

## Клубная статистика
| Игровая карьера | Игровая карьера | Игровая карьера | Лига | Лига | Кубок | Кубок | Межд. | Межд. | Др. | Др. |
| --------------- | --------------- | --------------- | ---- | ---- | ----- | ----- | ----- | ----- | --- | --- |
| 2020            | Локомотив-Памир | А               | 2    | 0    | —     | —     | —     | —     | —   | —   |
| 2022            | Атырау          | А               | 10   | 0    | 1     | 0     | —     | —     | —   | —   |
| 2022            | Атырау М        | В               | 1    | 1    | —     | —     | —     | —     | —   | —   |